# Unione Sportiva Fascista Salernitana 1931-1932
Questa pagina raccoglie i dati riguardanti la Unione Sportiva Fascista Salernitana nelle competizioni ufficiali della stagione 1931-1932.

## Stagione
Per il secondo anno di fila la Salernitana vince il campionato del proprio girone di riferimento e accede alla fase finale.
Il nuovo presidente della squadra, Enrico Chiari affida la panchina a Pietro Leone che però sarà esonerato il 3 febbraio 1932 (primo allenatore esonerato nella storia della Salernitana) da imbattuto e da capolista, il motivo dell'esonero fu che non andava molto d'accordo con il presidente per via di alcuni suoi atteggiamenti.
Con una buona squadra dal rendimento confortante, al tecnico esonerato subentra Adolfo Maurer che condurrà gli allora biancocelesti alla vittoria del girone.
Giunta alla fase finale del torneo la Salernitana si piazza al terzo posto e subisce la sconfitta ufficiale più pesante della sua storia: 8-0 in casa del Forlì, che oltre tutto nel girone finale si piazzerà ultimo con 5 punti, dietro a Grion Pola (7 punti), Foggia e appunto Salernitana (6 punti).

## Divise
La Salernitana dal 1929 al 1943 adotterà nuovamente come colore sociale il bianco-celeste, ma in alcune gare giocherà con la maglia interamente celeste.
| Manica sinistra · Manica sinistra · Maglietta · Maglietta · Manica destra · Manica destra · Pantaloncini · Calzettoni | Manica sinistra · Maglietta · Maglietta · Manica destra · Pantaloncini · Calzettoni |

## Organigramma societario
Fonte
Area direttiva
- Presidente: Enrico Chiari
- Segretario: Domenico Napoli

Area tecnica
- Allenatore: Pietro Leone, dal 3/02/1932 Adolfo Mora Maurer

Area sanitaria
- Massaggiatore: Angelo Carmando

## Rosa
Fonte
| N. |                   | Ruolo | Calciatore            |
| -- | ----------------- | ----- | --------------------- |
|    | Italia (bandiera) | P     | Alfonso Amendola      |
|    | Italia (bandiera) | P     | Mario Arbizzani       |
|    | Italia (bandiera) | D     | Armando Bertagni      |
|    | Italia (bandiera) | D     | Filippo D'Agostino    |
|    | Italia (bandiera) | D     | Vincenzo Gallo        |
|    | Italia (bandiera) | D     | Carmine Milite        |
|    | Italia (bandiera) | D     | Ornello Tacchinardi   |
|    | Italia (bandiera) | D     | Renzo Vandelli        |
|    | Italia (bandiera) | C     | Silvio Brioschi       |
|    | Italia (bandiera) | C     | Cristoforo Capone     |
|    | Italia (bandiera) | C     | Luigi Codari          |
|    | Italia (bandiera) | C     | Alessandro Cucciolini |
|    | Italia (bandiera) | C     | Aventino Zamboni      |

| N. |                   | Ruolo | Calciatore          |
| -- | ----------------- | ----- | ------------------- |
|    | Italia (bandiera) | C     | Ermanno Orlando     |
|    | Italia (bandiera) | C     | Zeffirino Paulinich |
|    | Italia (bandiera) | C     | Carlo Ratto         |
|    | Italia (bandiera) | A     | Ciro Buonanno       |
|    | Italia (bandiera) | A     | Aldo Cagnassi       |
|    | Italia (bandiera) | A     | Alfonso Carella     |
|    | Italia (bandiera) | A     | Silvio Finotto      |
|    | Italia (bandiera) | A     | Luigi Miconi        |
|    | Italia (bandiera) | A     | Giovanni Pilato     |
|    | Italia (bandiera) | A     | Giuseppe Rizza      |
|    | Italia (bandiera) | A     | Attilio Sudati      |
|    | Italia (bandiera) | A     | Alfredo Terno       |
|    | Italia (bandiera) | A     | Paolo Vannucci      |

## Risultati

### Prima Divisione

#### Girone di andata
| Salerno 4 ottobre 1931 1ª giornata                                                                  | Salernitana | 6 – 1 referto | FC Stabiese | Campo Littorio |
| \| \| \| \| \| Brioschi 8’, 37’ Miconi 15’ Finotto 17’, 80’ Terno 81’ \| Marcatori \| 26’ Celoro \| |             |               |             |                |
| |             |               |             |                |
| Brioschi 8’, 37’ Miconi 15’ Finotto 17’, 80’ Terno 81’                                              | Marcatori   | 26’ Celoro    |             |                |

| Molfetta 11 ottobre 1931 2ª giornata              | Molfetta  | 0 – 1 referto   | Salernitana | Stadio Paolo Poli |
| \| \| \| \| \| \| Marcatori \| 65’ Tacchinardi \| |           |                 |             |                   |
|                                                   |           |                 |             |                   |
|                                                   | Marcatori | 65’ Tacchinardi |             |                   |

| Salerno 18 ottobre 1931 3ª giornata           | Salernitana | 1 – 0 referto | Messina | Campo Littorio |
| \| \| \| \| \| Brioschi 9’ \| Marcatori \| \| |             |               |         |                |
|                                               |             |               |         |                |
| Brioschi 9’                                   | Marcatori   |               |         |                |

| Angri 28 ottobre 1931 4ª giornata                                                              | Cotoniere Angri | 2 – 4 Recupero referto                  | Salernitana |  |
| \| \| \| \| \| Lovera 11’ Negro 86’ \| Marcatori \| 8’, 55’ Miconi 43’ Finotto 53’ Brioschi \| |                 |                                         |             |  |
|                                                                                                |                 |                                         |             |  |
| Lovera 11’ Negro 86’                                                                           | Marcatori       | 8’, 55’ Miconi 43’ Finotto 53’ Brioschi |             |  |

| Torre Annunziata 1º novembre 1931 5ª giornata               | Savoia    | 1 – 1 referto | Salernitana | Campo Formisano |
| \| \| \| \| \| Vandelli 29’ \| Marcatori \| 55’ Brioschi \| |           |               |             |                 |
|                                                             |           |               |             |                 |
| Vandelli 29’                                                | Marcatori | 55’ Brioschi  |             |                 |

| Salerno 8 novembre 1931 6ª giornata | Salernitana | 0 – 0 referto | Reggina | Campo Littorio |

| Salerno 22 novembre 1931 7ª giornata                    | Salernitana | 2 – 0 referto | Peloro | Campo Littorio |
| \| \| \| \| \| Terno 11’ Zamboni 76’ \| Marcatori \| \| |             |               |        |                |
|                                                         |             |               |        |                |
| Terno 11’ Zamboni 76’                                   | Marcatori   |               |        |                |

| Catania 29 novembre 1931 8ª giornata         | Catania   | 0 – 1 referto | Salernitana | Campo Esposizione |
| \| \| \| \| \| \| Marcatori \| 61’ Miconi \| |           |               |             |                   |
|                                              |           |               |             |                   |
|                                              | Marcatori | 61’ Miconi    |             |                   |

| Salerno 6 dicembre 1931 9ª giornata                                | Salernitana | 2 – 1 referto | Cosenza | Campo Littorio |
| \| \| \| \| \| Sudati 49’ Terno 68’ \| Marcatori \| 88’ Zuccaro \| |             |               |         |                |
|                                                                    |             |               |         |                |
| Sudati 49’ Terno 68’                                               | Marcatori   | 88’ Zuccaro   |         |                |

| Catanzaro 13 dicembre 1931 10ª giornata                                  | Catanzarese | 2 – 2 referto          | Salernitana | Stadio Militare |
| \| \| \| \| \| Ferrari 8’, 86’ \| Marcatori \| 40’ Miconi 74’ Finotto \| |             |                        |             |                 |
|                                                                          |             |                        |             |                 |
| Ferrari 8’, 86’                                                          | Marcatori   | 40’ Miconi 74’ Finotto |             |                 |

| Salerno 24 febbraio 1932 11ª giornata                      | Salernitana | 2 – 0 Recupero referto | Siracusa | Campo Littorio |
| \| \| \| \| \| Finotto 40’ Brioschi 41’ \| Marcatori \| \| |             |                        |          |                |
|                                                            |             |                        |          |                |
| Finotto 40’ Brioschi 41’                                   | Marcatori   |                        |          |                |

| Bagnoli (Napoli) 3 gennaio 1932 12ª giornata | Bagnolese | 0 – 1 referto | Salernitana | Campo ILVA |
| \| \| \| \| \| \| Marcatori \| 57’ Miconi \| |           |               |             |            |
|                                              |           |               |             |            |
|                                              | Marcatori | 57’ Miconi    |             |            |

| Salerno 10 gennaio 1932 13ª giornata         | Salernitana | 1 – 0 referto | Taranto | Campo Littorio |
| \| \| \| \| \| Miconi 72’ \| Marcatori \| \| |             |               |         |                |
|                                              |             |               |         |                |
| Miconi 72’                                   | Marcatori   |               |         |                |

| 17 gennaio 1932 14ª giornata - Turno di riposo |  | – |  |  |

| Salerno 24 gennaio 1932 15ª giornata                    | Salernitana | 2 – 0 referto | Trani | Campo Littorio |
| \| \| \| \| \| Finotto 3’ Orlando 9’ \| Marcatori \| \| |             |               |       |                |
|                                                         |             |               |       |                |
| Finotto 3’ Orlando 9’                                   | Marcatori   |               |       |                |

#### Girone di ritorno
| Castellammare di Stabia 31 gennaio 1932 16ª giornata                                                                       | FC Stabiese | 3 – 3 referto                                  | Salernitana | Campo San Marco |
| \| \| \| \| \| Valeri 28’ Esposito 33’ De Martino IV 81’ \| Marcatori \| 36’ (aut.) Terracciano 39’ Brioschi 57’ Miconi \| |             |                                                |             |                 |
| |             |                                                |             |                 |
| Valeri 28’ Esposito 33’ De Martino IV 81’                                                                                  | Marcatori   | 36’ (aut.) Terracciano 39’ Brioschi 57’ Miconi |             |                 |

| Salerno 7 febbraio 1932 17ª giornata                          | Salernitana | 3 – 0 referto | Molfetta | Campo Littorio |
| \| \| \| \| \| Miconi 19’ Finotto 30’, 50’ \| Marcatori \| \| |             |               |          |                |
|                                                               |             |               |          |                |
| Miconi 19’ Finotto 30’, 50’                                   | Marcatori   |               |          |                |

| Messina 21 febbraio 1932 18ª giornata                                 | Messina   | 2 – 0 referto | Salernitana | Stadio Gazzi |
| \| \| \| \| \| Cevenini III 62’ (rig.), 87’ (rig.) \| Marcatori \| \| |           |               |             |              |
|                                                                       |           |               |             |              |
| Cevenini III 62’ (rig.), 87’ (rig.)                                   | Marcatori |               |             |              |

| Salerno 19 marzo 1932 19ª giornata                                      | Salernitana | 4 – 0 Recupero referto | Cotoniere Angri | Campo Littorio |
| \| \| \| \| \| Finotto 18’, 25’ Sudati 33’ Terno 90’ \| Marcatori \| \| |             |                        |                 |                |
|                                                                         |             |                        |                 |                |
| Finotto 18’, 25’ Sudati 33’ Terno 90’                                   | Marcatori   |                        |                 |                |

| Salerno 6 marzo 1932 20ª giornata                | Salernitana | 1 – 0 referto | Savoia | Campo Littorio |
| \| \| \| \| \| Cucciolini 31’ \| Marcatori \| \| |             |               |        |                |
|                                                  |             |               |        |                |
| Cucciolini 31’                                   | Marcatori   |               |        |                |

| Reggio Calabria 13 marzo 1932 21ª giornata               | Reggina   | 1 – 1 referto | Salernitana |  |
| \| \| \| \| \| Lessi 40’ \| Marcatori \| 90’ Cagnassi \| |           |               |             |  |
|                                                          |           |               |             |  |
| Lessi 40’                                                | Marcatori | 90’ Cagnassi  |             |  |

| Messina 28 marzo 1932 22ª giornata                                                 | Peloro    | 0 – 4 Recupero referto                           | Salernitana | Campo di Portalegni |
| \| \| \| \| \| \| Marcatori \| 9’ Paulinich 16’ Sudati 62’ Finotto 74’ Brioschi \| |           |                                                  |             |                     |
|                                                                                    |           |                                                  |             |                     |
|                                                                                    | Marcatori | 9’ Paulinich 16’ Sudati 62’ Finotto 74’ Brioschi |             |                     |

| Salerno 3 aprile 1932 23ª giornata           | Salernitana | 1 – 0 referto | Catania | Campo Littorio |
| \| \| \| \| \| Sudati 61’ \| Marcatori \| \| |             |               |         |                |
|                                              |             |               |         |                |
| Sudati 61’                                   | Marcatori   |               |         |                |

| Cosenza 17 aprile 1932 24ª giornata           | Cosenza   | 1 – 0 referto | Salernitana | Stadio Città di Cosenza |
| \| \| \| \| \| Olivini 75’ \| Marcatori \| \| |           |               |             |                         |
|                                               |           |               |             |                         |
| Olivini 75’                                   | Marcatori |               |             |                         |

| Siracusa 24 aprile 1932 25ª giornata                     | Siracusa  | 2 – 0 referto | Salernitana | Campo Coloniale |
| \| \| \| \| \| Vigna 5’ Benedetti 67’ \| Marcatori \| \| |           |               |             |                 |
|                                                          |           |               |             |                 |
| Vigna 5’ Benedetti 67’                                   | Marcatori |               |             |                 |

| Salerno 1º maggio 1932 26ª giornata                     | Salernitana | 2 – 0 referto | Catanzarese | Campo Littorio |
| \| \| \| \| \| Sudati 4’, 37’ (rig.) \| Marcatori \| \| |             |               |             |                |
|                                                         |             |               |             |                |
| Sudati 4’, 37’ (rig.)                                   | Marcatori   |               |             |                |

| Salerno 5 maggio 1932 27ª giornata                               | Salernitana | 3 – 0 referto | Bagnolese | Campo Littorio |
| \| \| \| \| \| Sudati 29’, 38’ Cucciolini 82’ \| Marcatori \| \| |             |               |           |                |
|                                                                  |             |               |           |                |
| Sudati 29’, 38’ Cucciolini 82’                                   | Marcatori   |               |           |                |

| Taranto 10 maggio 1932 28ª giornata                                                            | Taranto   | 3 – 2 referto          | Salernitana | Stadio Littorio |
| \| \| \| \| \| Monti 16’ Castellano 41’ Pellarin 70’ \| Marcatori \| 60’ Finotto 72’ Miconi \| |           |                        |             |                 |
|                                                                                                |           |                        |             |                 |
| Monti 16’ Castellano 41’ Pellarin 70’                                                          | Marcatori | 60’ Finotto 72’ Miconi |             |                 |

| 15 maggio 1932 29ª giornata - Turno di riposo |  | – |  |  |

| Trani 22 maggio 1932 30ª giornata            | Trani     | 0 – 1 referto | Salernitana |  |
| \| \| \| \| \| \| Marcatori \| 79’ Miconi \| |           |               |             |  |
|                                              |           |               |             |  |
|                                              | Marcatori | 79’ Miconi    |             |  |

#### Girone finale

##### Girone di andata
| Salerno 29 maggio 1932 1ª giornata                                                                                             | Salernitana | 5 – 2 referto                          | Foggia | Campo Littorio |
| \| \| \| \| \| Miconi 18’, 61’ Brioschi 19’ Cucciolini 43’ Terno 51’ \| Marcatori \| 2’ Montanari 81’ (rig.) Marchionneschi \| |             |                                        |        |                |
| |             |                                        |        |                |
| Miconi 18’, 61’ Brioschi 19’ Cucciolini 43’ Terno 51’                                                                          | Marcatori   | 2’ Montanari 81’ (rig.) Marchionneschi |        |                |

| Pola 5 giugno 1932 2ª giornata                                                                | Grion Pola | 4 – 2 referto     | Salernitana |  |
| \| \| \| \| \| Battiloni 15’, 81’ Luciani 32’ Marini 34’ \| Marcatori \| 25’, 70’ Brioschi \| |            |                   |             |  |
|                                                                                               |            |                   |             |  |
| Battiloni 15’, 81’ Luciani 32’ Marini 34’                                                     | Marcatori  | 25’, 70’ Brioschi |             |  |

| Forlì 12 giugno 1932 3ª giornata                                                                                         | Forlì     | 8 – 0 referto | Salernitana |  |
| \| \| \| \| \| Macrelli 6’, 55’ Romualdi II 8’ Facchini 13’ Cogolli 54’, 77’ Facchivi 80’ Podetti 89’ \| Marcatori \| \| |           |               |             |  |
| |           |               |             |  |
| Macrelli 6’, 55’ Romualdi II 8’ Facchini 13’ Cogolli 54’, 77’ Facchivi 80’ Podetti 89’                                   | Marcatori |               |             |  |

##### Girone di ritorno
| Foggia 19 giugno 1932 4ª giornata                                                                   | Foggia    | 3 – 2 referto          | Salernitana |  |
| \| \| \| \| \| Pavanello 20’ Baldi 65’ Marchionneschi 89’ \| Marcatori \| 18’, 80’ (rig.) Sudati \| |           |                        |             |  |
| |           |                        |             |  |
| Pavanello 20’ Baldi 65’ Marchionneschi 89’                                                          | Marcatori | 18’, 80’ (rig.) Sudati |             |  |

| Salerno 26 giugno 1932 5ª giornata                                | Salernitana | 3 – 0 referto | Grion Pola | Campo Littorio |
| \| \| \| \| \| Ratto 37’ Miconi 54’ Sudati 60’ \| Marcatori \| \| |             |               |            |                |
|                                                                   |             |               |            |                |
| Ratto 37’ Miconi 54’ Sudati 60’                                   | Marcatori   |               |            |                |

| Salerno 3 luglio 1937 6ª giornata              | Salernitana | 1 – 0 referto | Forlì | Campo Littorio |
| \| \| \| \| \| Brioschi 70’ \| Marcatori \| \| |             |               |       |                |
|                                                |             |               |       |                |
| Brioschi 70’                                   | Marcatori   |               |       |                |

## Statistiche

### Statistiche di squadra
| Competizione    | Punti | In casa | In casa | In casa | In casa | In casa | In casa | In trasferta | In trasferta | In trasferta | In trasferta | In trasferta | In trasferta | Totale | Totale | Totale | Totale | Totale | Totale | DR  |
| Competizione    | Punti | G       | V       | N       | P       | Gf      | Gs      | G            | V            | N            | P            | Gf           | Gs           | G      | V      | N      | P      | Gf     | Gs     | DR  |
| --------------- | ----- | ------- | ------- | ------- | ------- | ------- | ------- | ------------ | ------------ | ------------ | ------------ | ------------ | ------------ | ------ | ------ | ------ | ------ | ------ | ------ | --- |
| Prima Divisione | 43    | 14      | 13      | 1       | 0       | 30      | 2       | 14           | 6            | 4            | 4            | 21           | 17           | 30     | 19     | 5      | 4      | 51     | 19     | +32 |
| Girone Finale   | 6     | 3       | 3       | 0       | 0       | 9       | 2       | 3            | 0            | 0            | 3            | 4            | 15           | 6      | 3      | 0      | 3      | 13     | 17     | -4  |
| Totale          | -     | 17      | 16      | 1       | 0       | 39      | 4       | 17           | 6            | 4            | 7            | 25           | 32           | 36     | 22     | 5      | 7      | 64     | 36     | +28 |

### Andamento in campionato
| Giornata  | 1 | 2 | 3 | 4 | 5 | 6 | 7 | 8 | 9 | 10 | 11 | 12 | 13 | 14 | 15 | 16 | 17 | 18 | 19 | 20 | 21 | 22 | 23 | 24 | 25 | 26 | 27 | 28 | 29 | 30 |
| --------- | - | - | - | - | - | - | - | - | - | -- | -- | -- | -- | -- | -- | -- | -- | -- | -- | -- | -- | -- | -- | -- | -- | -- | -- | -- | -- | -- |
| Luogo     | C | T | C | T | T | C | C | T | C | T  | C  | T  | C  | -  | C  | T  | C  | T  | C  | C  | T  | T  | C  | T  | T  | C  | C  | T  | -  | T  |
| Risultato | V | V | V | V | N | N | V | V | V | N  | V  | V  | V  | -  | V  | N  | V  | P  | V  | V  | N  | V  | V  | P  | P  | V  | V  | P  | -  | V  |

Legenda:

Luogo: C = Casa; T = Trasferta. Risultato: V = Vittoria; N = Pareggio; P = Sconfitta.
- = Turno di riposo.

#### Girone finale
| Giornata  | 1 | 2 | 3 | 4 | 5 | 6 |
| --------- | - | - | - | - | - | - |
| Luogo     | C | T | T | T | C | C |
| Risultato | V | P | P | P | V | V |

Legenda:

Luogo: C = Casa; T = Trasferta. Risultato: V = Vittoria; N = Pareggio; P = Sconfitta.

### Statistiche dei giocatori
Fonte
| Giocatore      | Prima Divisione | Prima Divisione | Prima Divisione | Prima Divisione |
| Giocatore      | Presenze        | Reti            | Ammonizioni     | Espulsioni      |
| -------------- | --------------- | --------------- | --------------- | --------------- |
| A. Amendola    | 0               | -0              | 0               | 0               |
| M. Arbizzani   | 34              | -36             | ?               | ?               |
| A. Bertagni    | 31              | 0               | ?               | ?               |
| S. Brioschi    | 29              | 12              | ?               | ?               |
| C. Buonanno    | 0               | 0               | 0               | 0               |
| A. Cangnassi   | 5               | 1               | ?               | ?               |
| C. Capone      | 2               | 0               | ?               | ?               |
| A. Carella     | 1               | 0               | ?               | ?               |
| L. Codari      | 0               | 0               | 0               | 0               |
| A. Cucciolini  | 32              | 3               | ?               | ?               |
| F. D'Agostino  | 0               | 0               | 0               | 0               |
| S. Finotto     | 32              | 12              | ?               | ?               |
| V. Gallo       | 3               | 0               | ?               | ?               |
| L. Miconi      | 29              | 14              | ?               | ?               |
| C. Milite      | 1               | 0               | ?               | ?               |
| E. Orlando     | 2               | 1               | ?               | ?               |
| Z. Paulinich   | 22              | 1               | ?               | ?               |
| G. Pilato      | 0               | 0               | 0               | 0               |
| C. Ratto       | 7               | 1               | ?               | ?               |
| G. Rizza       | 0               | 0               | 0               | 0               |
| A. Sudati      | 31              | 11              | ?               | ?               |
| O. Tacchinardi | 33              | 1               | ?               | ?               |
| A. Terno       | 31              | 5               | ?               | ?               |
| R. Vandelli    | 31              | 0               | ?               | ?               |
| P. Vannucci    | 0               | 0               | 0               | 0               |
| A. Zamboni     | 15              | 1               | ?               | ?               |